# وادي الظهر
وادي الظهر هو واد في سراة بلاد بلقرن في محافظة بلقرن، ومن روافد وادي الهدارة.